# Пёюсти, Алма
Алма Пёюсти (фин. Alma Pöysti; род. 16 марта 1981, Хельсинки) — финская актриса.

## Биография

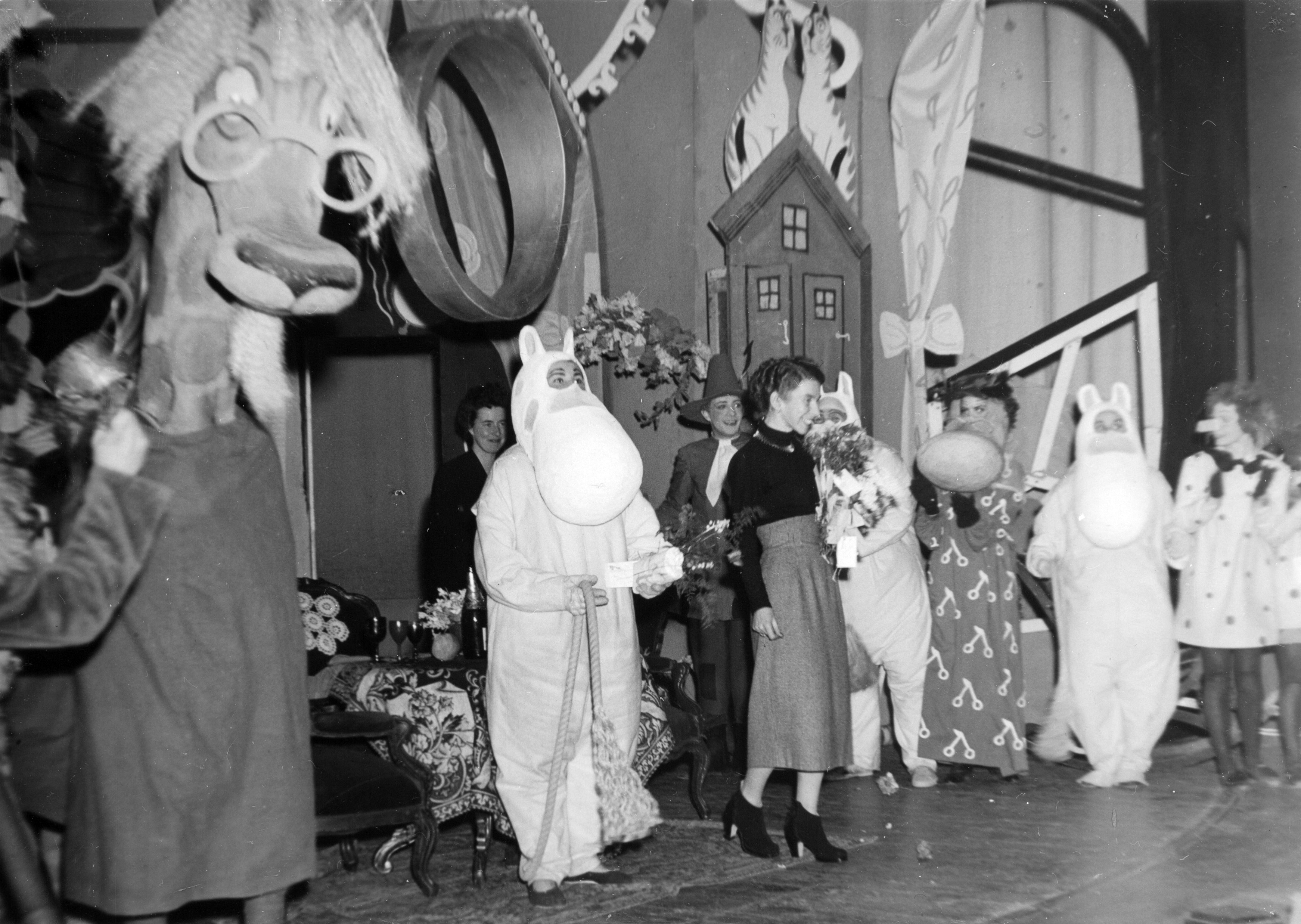
Премьера спектакля по книге Туве Янссон «Муми-тролль и комета» в хельсинкском Шведском театре, 28 декабря 1949 года

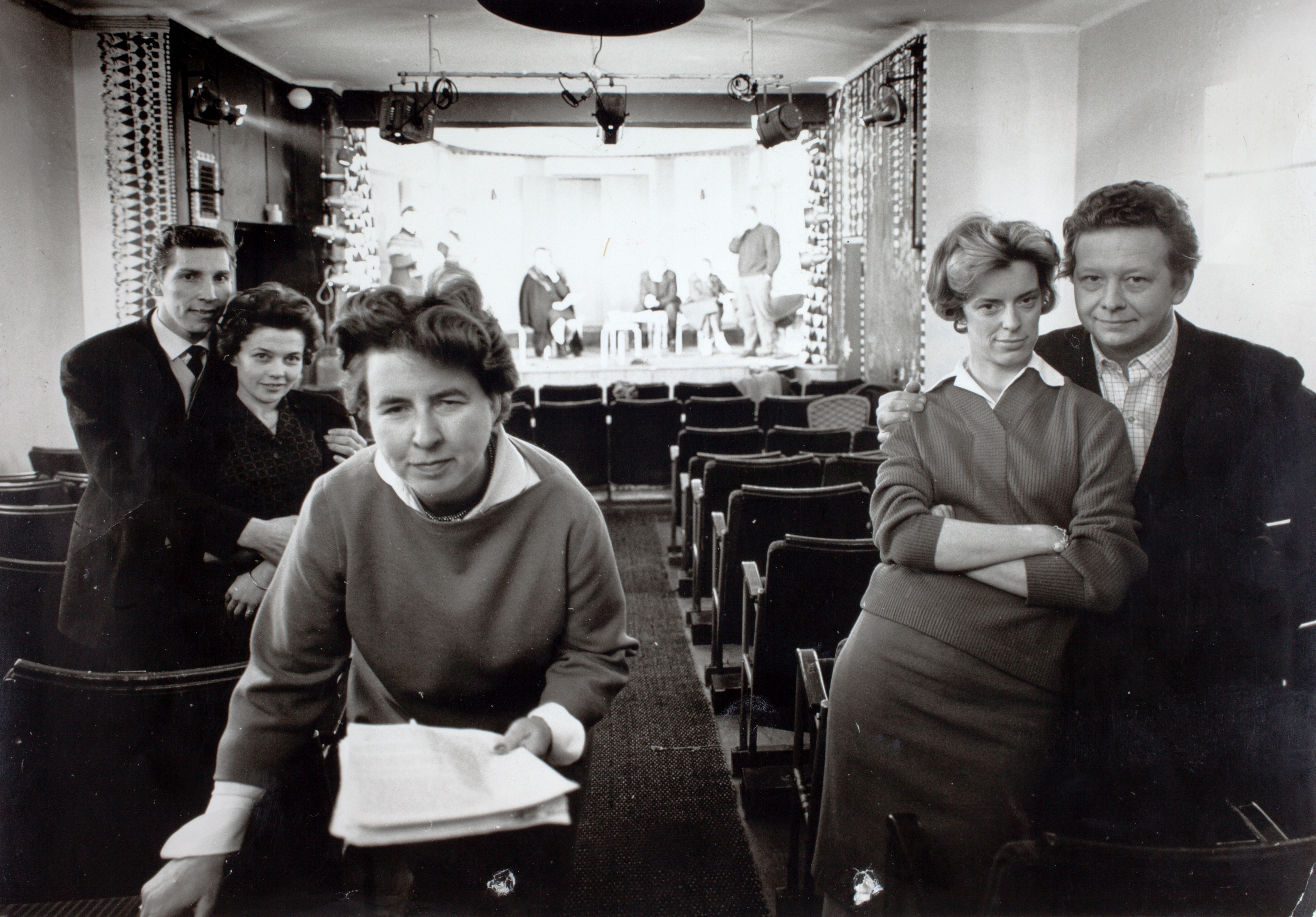
Густав Виклунд, Ингрид Сёдерблум, Вивика Бандлер, Биргитта Ульфссон и Лассе Пёюсти в хельсинкском «Лилла-театре» в 1956 году

Родилась 16 марта 1981 года в Хельсинки в семье шведоговорящих финнов. Дочь режиссёра Эрика Пёюсти (род. 1955) и Туа Раннинен (Tua Ranninen), репортёра шведоязычной газеты Hufvudstadsbladet. У Алмы есть младший брат — актёр Оскар Пёюсти (род. 1982). Актёром также является дядя Алмы — Том Пёюсти (род. 1954). Алма — внучка актёра Лассе Пёюсти (1926—2019) и актрисы Биргитты Ульфссон (1928—2017), которые были близкими друзьями шведоговорящей финской художницы и писательницы Туве Янссон и прославились благодаря первым постановкам её сказок. Биргитта Ульфссон играла в самом первом спектакле о муми-троллях по книге «Муми-тролль и комета», поставленном Вивикой Бандлер в Шведском театре в Хельсинки. Туве Янссон написала пьесу и разработала декорации. Премьера состоялась 28 декабря 1949 года. Спектакль стал успешным. Спустя почти десять лет после постановки первого спектакля по Туве Янссон, в 1958 году Вивика Бандлер в хельсинкском «Лилла-театре» поставила мюзикл «Муми-тролли за кулисами» (Troll i kulisserna) по сказке «Опасное лето», в которой семья Муми-троллей спасается от наводнения и находит убежище в театре. Лассе Пёусти играл Муми-тролля, а его супруга Биргитта Ульфссон — старую театральную крысу Эмму. Туве Янссон написала пьесу и разработала костюмы и декорации. Композитором стала Эрна Тауро. С этим мюзиклом Биргитта Ульфссон гастролировала с «Лилла-театром» по странам Северной Европы в конце 1950-х годов. В 1960 году пьеса добралась до Осло. В 2002 году Биргитта Ульфссон сама поставила этот мюзикл на сцене Хельсинкского городского театра.
Училась в 2003—2007 годах в Хельсинкской театральной академии.
Работала преимущественно в Шведском театре в Хельсинки. Там исполнила роль Анни в мюзикле Kick по пьесе Марины Мейнандер (премьера 28 февраля 2003 года), роль переводчицы Бриты Кананен (Brita Kananen; 1910—1990), близкой к генералу Акселю Айро, в историческом спектакле «Маннергейм — человек и миф» (Mannerheim – mannen och myten), поставленном Свеном Сидом (премьера 28 сентября 2007 года), роль фрёкен Юлии в пьесе «Фрёкен Юлия» драматурга Августа Стриндберга (премьера 21 марта 2009 года), роль Пеппи Длинныйчулок в спектакле по повести Астрид Линдгрен (премьера 20 марта 2010 года), роль Фанни Экдаль в «Фанни и Александр» по Ингмару Бергману (премьера 15 сентября 2010 года), роль Сони в пьесе «Дядя Ваня» Антона Чехова (премьера 23 ноября 2011 года), роль Ани в пьесе «Вишнёвый сад» Антона Чехова (премьера 14 сентября 2012 года). Выступала на сцене Финского национального театра, а также в шведских городах Стокгольме, Гётеборге и Уппсале.
Исполнила главную роль в фильме 2012 года «Голая бухта» финского режиссёра Аку Лоухимиеса. Озвучивала фрёкен Снорк в мультфильме «Муми-тролли на Ривьере». В 2016 году сыграла в фильме «Цветы зла» (Pahan kukat) финского режиссёра Антти Йокинена.
Исполнила роль Туве Янссон в пьесе «Туве» шведского драматурга Лукаса Свенссона на сцене Шведского театра в Хельсинки (премьера 8 февраля 2017 года), а затем в шведскоязычном фильме 2020 года «Туве» финского режиссёра Зайды Бергрот по сценарию Ээвы Путро, выпускницы Санкт-Петербургской академии театрального искусства (СПбГАТИ). Действие фильма происходит в 1940—1950-х годах. Фильм номинирован на «Оскар» в категории «лучший фильм на иностранном языке» от Финляндии, однако не попал в шорт-лист. Фильм получил 10 номинаций на премию «Юсси» в 2021 году, получил 7 наград, Алма получила премию «Юсси» за лучшую женскую роль.
Алма и Юсси Ватанен исполнили главные роли в фильме «Опавшие листья» финского режиссёра Аки Каурисмяки, премьера которого состоялась на Каннском кинофестивале в 2023 году. Фильм получил приз жюри. На церемонии приз от имени Каурисмяки приняли Алма Пёюсти и Юсси Ватанен.
За роль в фильме Neljä pientä aikuista (2023), режиссёром и сценаристом которого выступила Селма Вилхунен, получила премию «Юсси» за лучшую роль.
Также известна по работам на телевидении. Сыграла артистку кабаре в мини-сериале Lola ylösalaisin (Lola uppochner, 2016) Ульрики Бенгтс по книге Моники Фагерхольм. Исполнила для саундтрека песни Сержа Генсбура Poupée de cire, poupée de son и Strip-Tease (1962). В 2018 году на датском телеканале DR1 вышел мини-сериал Liberty с участием Алмы. В конкурсе Гётеборгского кинофестиваля 2023 года участвовал сериал Blackwater по роману «Происшествия у воды» Черстин Экман с участием Алмы. В 2022 году на стриминге C More, принадлежащем Telia Company, вышел криминальный сериал Harjunpää с участием Алмы.
Алма, Фарес Фарес и Алексей Манвелов исполнили главные роли в фильме A Day and a Half, снятом для Netflix. Режиссёром выступил Фарес Фарес.